# Santa María Petapa
Santa María Petapa là một đô thị thuộc bang Oaxaca, Mexico. Năm 2005, dân số của đô thị này là 13867 người.